# 怯薛
怯薛，意為“輪班”，是蒙古帝國及元朝宿衛制度中的一個重要組織。其成員稱作怯薛歹（单数）或怯薛丹（复数）:120，這個群體在元代政治社會中扮演了重要的角色，北元瓦解之后东蒙古的克什克腾部即得名于此。

## 早期發展
怯薛是由蒙古社會中脫離了自身氏族而服屬於一個人的「那可兒」發展而來的，他們成為主君個人的奴婢，不是屬於整個氏族，主君則予以生活上的資助和保護，而伴當則為主君擔任衛士、操持家務及統率軍隊等。成吉思汗在成為乞顏諸氏聯盟共主時，開始以此為基礎，組織了甚龐大而有分工的家務組織，已近似於後來的怯薛，其後他征服大部分蒙古，乃正式成立此一組織，到統一蒙古時，已有萬人之規模。

## 怯薛的組成
怯薛的組織其中有宿衛、散班、箭筒士等負責護衛之職，以及其他擔任家事工作者，各單位都由四大功臣（博爾忽、博爾朮、木華黎、赤老溫）及其子孫領導的四個輪值班按一定時日輪值。當時怯薛的成員怯薛歹皆為蒙古的上層分子，須依靠父兄的階級才得以進入，一方面表現出統治者對於上層分子的子弟較多信任，也代表了對權貴子孫的恩蔭，此外早期可能很重要的是等於取質於各高官貴族。

## 怯薛的地位
怯薛的地位甚高，為一特權的階級。其功能一方面為可汗的護衛，且是蒙古軍隊的中心力量。其次，負責皇室的家事，如烹飪、養馬、醫藥，馴鷹等等，另一方面，怯薛實際上成為蒙古帝國初期的中央行政機構，掌握政治的權力。

## 元朝建立後的發展
元世祖開始，元朝成立了中國式的官僚制和皇家衛隊－衛軍，這使得怯薛的權力喪失不少，然而皇帝為了維持整個蒙古帝國以及本身和蒙古貴族們之間的關係，因此仍力圖保留了其重要性。衛軍的成立使怯薛的任務限於宮城的防衛，軍事的功能也減少；另一方面，中央政府機構以及許多宮庭事務機構的漸次成立，也奪去了怯薛政治權力。然而怯薛中的執事們，通常可以加入這些新的中國式機構中行其事務，又由於其接近皇帝，常可成為各政府單位之上的決策團體，而他們常能同時擔任官員，又兼具怯薛內的身分和工作。早期只由蒙古人出任，後來「大根腳」（好出身）出身的色目人也可出任。即使在入元改制後，怯薛必須依照一般政治流程任官，但據考究來看怯薛入仕無論在升遷或是審核的嚴格程度都大大優於其他儒生出身的官員。

## 怯薛與元代的社會
怯薛組織甚具貴族性格。除了四怯薛及執事官大多是世襲之外，怯薛歹也多是从高官子弟中挑選，但也由於這樣，漢人、南人的高官子弟在元代中後期，也開始逐漸進入怯薛，政府雖然屢次下令禁止漢人平民進入怯薛，但實際上則難以執行。
怯薛在元代一直都是政治和經濟上的特權集團。在任官上，怯薛歹有極好的機會任官，且多位居高官要津，加上他們多為高官之後，官職可蔭於父兄，故他們成為一統治集團。在經濟上，成吉思汗時代，他們仍有自行耕田畜牧以給養的義務，後則規定其可不納地稅，到元朝成立初期，一方面怯薛歹的農業經營並不成功，另一方面平定宋朝後國家財力較佳，因此漸直接供給怯薛歹糧食，後並建立月廩制，此外，怯薛歹又常可獲得到大量的賞賜，這些都使得後來的元代的財政因怯薛人數的增加和腐化而陷入困難。

### 代表人物
曾經擔任怯薛的代表人物。
1. 粘合重山（？－1238年），蒙古帝國大臣，女真貴族出身。粘合重山開始在蒙古為質子，後來歸降蒙古，為宿衛官必闍赤，從平各國有功。元太宗設中書省，命他為左丞相。作為耶律楚材的副手。1235年，伐南宋，於軍前行中書省事，死後諡號忠武。其子南合，官至中書平章政事。
2. 阿合馬（？－1282年），元朝色目人，元世祖忽必烈時的近臣之一，出生於費納喀忒（今烏茲別克境內），官至宰相。
3. 忽辛，阿合馬之子，色目人，至元初入宿衛。歷任：兵部郎中、河南等路宣慰司同知、雲南諸路轉運使、陝西道轉運使、燕南河北道宣慰司同知等，其官階升遷之速，明顯有違元戴一般官制。
4. 姚天福，漢/南人，《元史》中有傳記，但沒有載明其由怯薛入仕。根據《山西通志》的記載：“世皇乙太弟駐白登，公從縣進葡萄酒，見奇之，留侍宿衛”。可知，姚天福系宿衛出身。[4]

### 古文献
1. ↑  《蒙古秘史》，余大鈞譯，294頁
2. ↑  《蒙古秘史》，余大鈞譯，375頁
3. ↑  《元史》兵志：其怯薛執事之名：則主弓矢、鷹隼之事者，曰火兒赤、昔寶赤、怯憐赤。書寫聖旨，曰扎里赤。為天子主文史者，曰必闍赤。親烹飪以奉上飲食者，曰博爾赤。侍上帶刀及弓矢者，曰雲都赤、闊端赤。司閽者，曰八剌哈赤。掌酒者，曰答剌赤。典車馬者，曰兀剌赤、莫倫赤。掌內府尚供衣服者，曰速古兒赤。牧駱駝者，曰帖麥赤。牧羊者，曰火你赤。捕盜者，曰忽剌罕赤。奏樂者，曰虎兒赤。又名忠勇之士，曰霸都魯。勇敢無敵之士，曰拔突。